# (4679) Sybil
(4679) Sybil es un asteroide perteneciente al cinturón de asteroides, descubierto el 9 de octubre de 1990 por Robert H. McNaught desde el Observatorio de Siding Spring, Nueva Gales del Sur, Australia.

## Designación y nombre
Designado provisionalmente como 1990 TR4. Fue nombrado Sybil en homenaje a "Sybil McNaught", madre del descubridor.

## Características orbitales
Sybil está situado a una distancia media del Sol de 3,041 ua, pudiendo alejarse hasta 3,177 ua y acercarse hasta 2,906 ua. Su excentricidad es 0,044 y la inclinación orbital 17,37 grados. Emplea 1937 días en completar una órbita alrededor del Sol.

## Características físicas
La magnitud absoluta de Sybil es 12,1. Tiene 11,735 km de diámetro y su albedo se estima en 0,203.